# Kurówek Prądzewski
Kurówek Prądzewski [pronunciación en polaco: /kuˈruvɛk prɔnˈd͡zɛfski/] es un pueblo ubicado en el distrito administrativo de Gmina Rusiec, dentro del Distrito de Bełchatów, Voivodato de Łódź, en Polonia central. Se encuentra aproximadamente a 6 kilómetros al noroeste de Rusiec, a 31 kilómetros al oeste de Bełchatów, y a 61 kilómetros al suroeste de la capital regional Łódź.